# Аллар, Мари
Мари́ Алла́р (фр. Marie Allard; 14 августа 1742, Марсель — 14 июня 1802, Париж) — французская балетная танцовщица.

## Биография
Обучалась танцу сначала в Марселе, затем — в Лионе. С 1756 года — в Париже, в театре Комеди Франсез.  В 1761 дебютировала в Королевской академии музыки, выступив на сцене Пале-Рояль в пасторали Ж.-Ф.Рамо «Заис».
Среди наиболее известных работ Аллар в Королевской академии музыки — Медея в балете «Ясон и Медея» (постановка Гаэтано Вестриса, возобновление постановки Ж.-Ж. Новерра, 1770), «Безделушки» на музыку Моцарта (постановка Ж.-Ж. Новерра, 11 июня 1778), La Chercheuse d'esprit (постановка М. Гарделя, 1778).  
Особо прославилась исполнением танцев-дивертисментов: гавота, ригодона, тамбурина.
Внешне была миниатюрна, отличалась эмоциональностью на сцене. Новерр отмечал её как «прекрасную танцовщицу, замечательно работающую в пантомиме, сочинявшую сама собственные антре с безукоризненным вкусом без помощи балетмейстера».
Была партнёршей Жана Доберваля и постоянной соперницей по сцене Мари-Мадлен Гимар.
Также принимала участие в работах Гаэтано Вестриса, с которым её связывали особые отношения: в 1760 году, когда ей было 17 лет, у неё и Вестриса родился сын Огюст, ставший впоследствии выдающимся танцовщиком.
С возрастом перешла на комические и характерные роли.
Оставила сцену Парижской Оперы в 1781 году.